# Salix tenella
Salix tenella — вид квіткових рослин із родини вербових (Salicaceae).

## Морфологічна характеристика
Це кущ. Гілочки коричнювато-червоні чи пурпуруваті. Листки на ніжках 5–8 мм; листкова пластинка від еліптично-видовженої до зворотно-яйцювато-довгастої, рідше зворотно-яйцюватої форми, ≈ 2.5 × 1 см, 1–2 см на квітці, до 6.5 × 2.5 см на пагонах і міцних гілках, абаксіально біла, адаксіально зелена, край цільний або нечітко зубчастий, верхівка гостра; опале листя минулого року коричнево-чорне. Чоловіча сережка 10–25 × 3–4 мм. Чоловіча квітка: тичинок 2; пиляки жовті чи золотисто-жовті, майже кулясті. Плодоносна сережка до 4 см. Жіноча квітка: зав'язь яйцювата чи широко-яйцювата, біля основи гола чи запушена, сидяча. Коробочка конічна, ≈ 2.5 мм.

## Середовище проживання
Китай [пд.-зх. Сичуань, пн.-зх. Юньнань]. Населяє гірські схили, долини; на висотах 2600–3800 метрів.